# توماس گریفن
توماس گریفن (انگلیسی: Thomas Griffen; ۱۹ فوریهٔ ۱۸۸۴ – ۱۹ دسامبر ۱۹۵۰) بازیکن راگبی ۱۵ نفره اهل استرالیا بود.
وی در مسابقات کشوری و بین‌المللی در مجموع برندهٔ ۱ مدال طلا شده‌است.